# Plommonpung
Plommonpung (Taphrina pruni) är en svampart som beskrevs av Tul. 1866. Plommonpung ingår i släktet Taphrina och familjen häxkvastsvampar.  Arten är reproducerande i Sverige. Inga underarter finns listade i Catalogue of Life.

## Källor

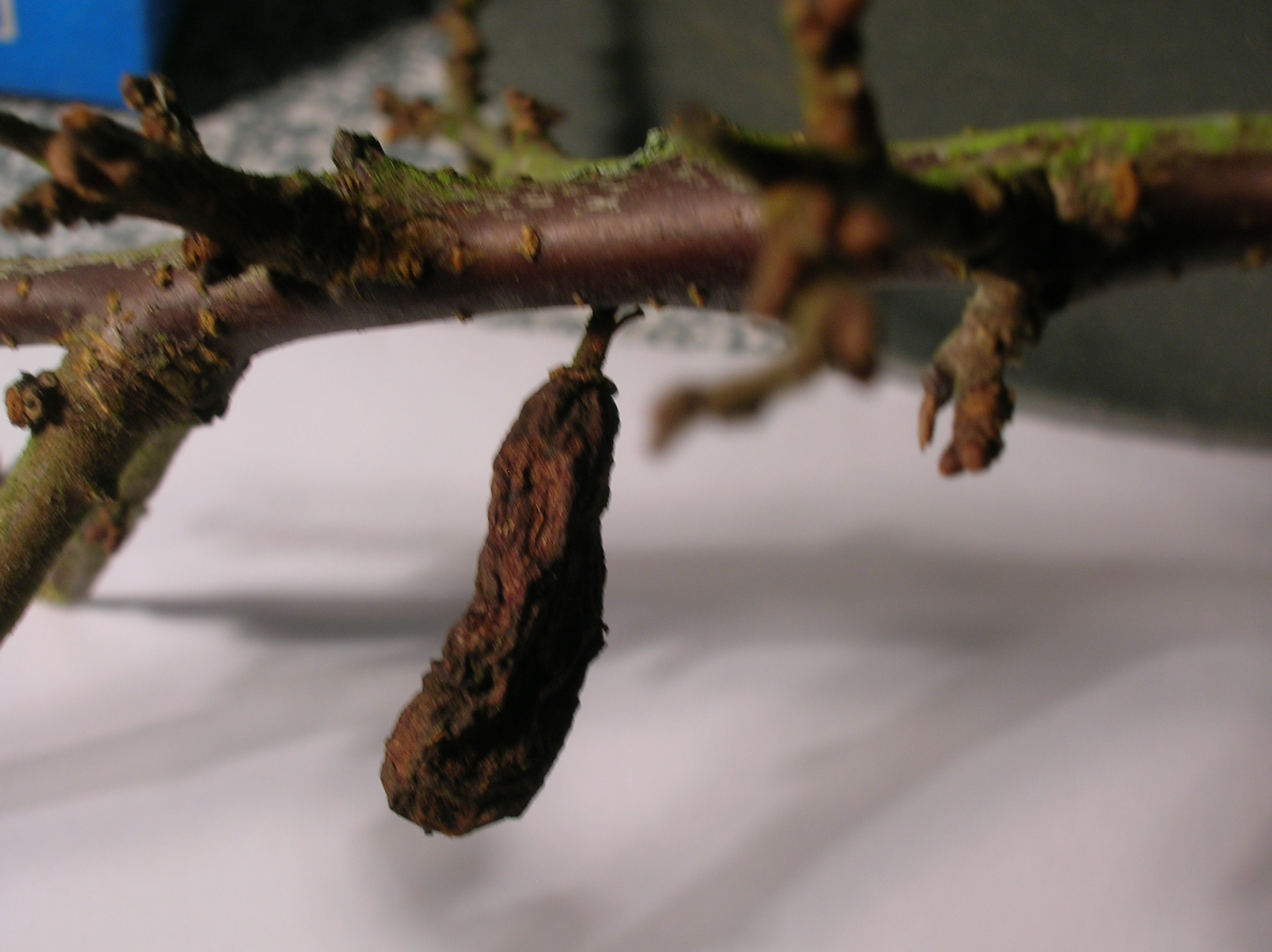
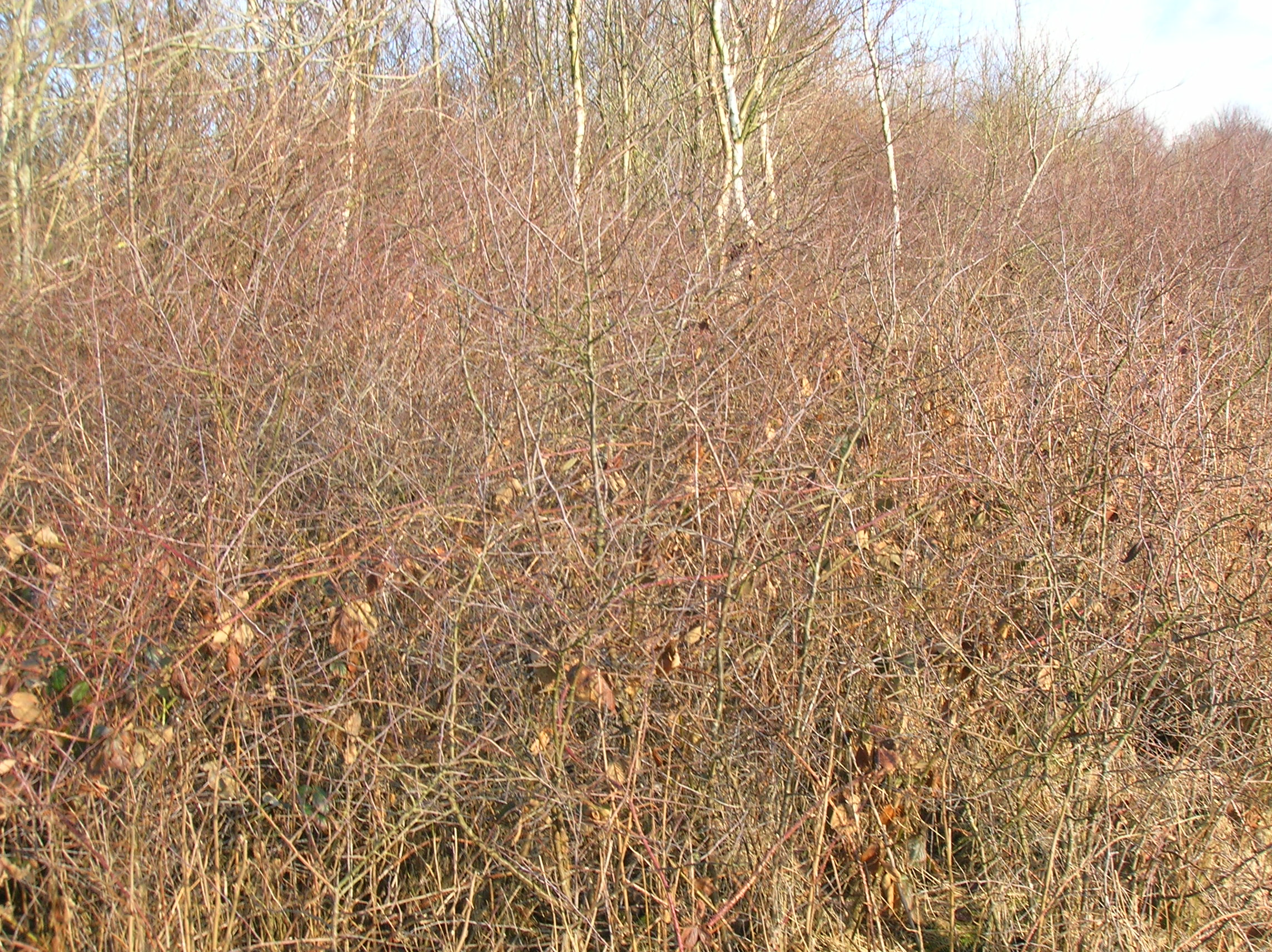
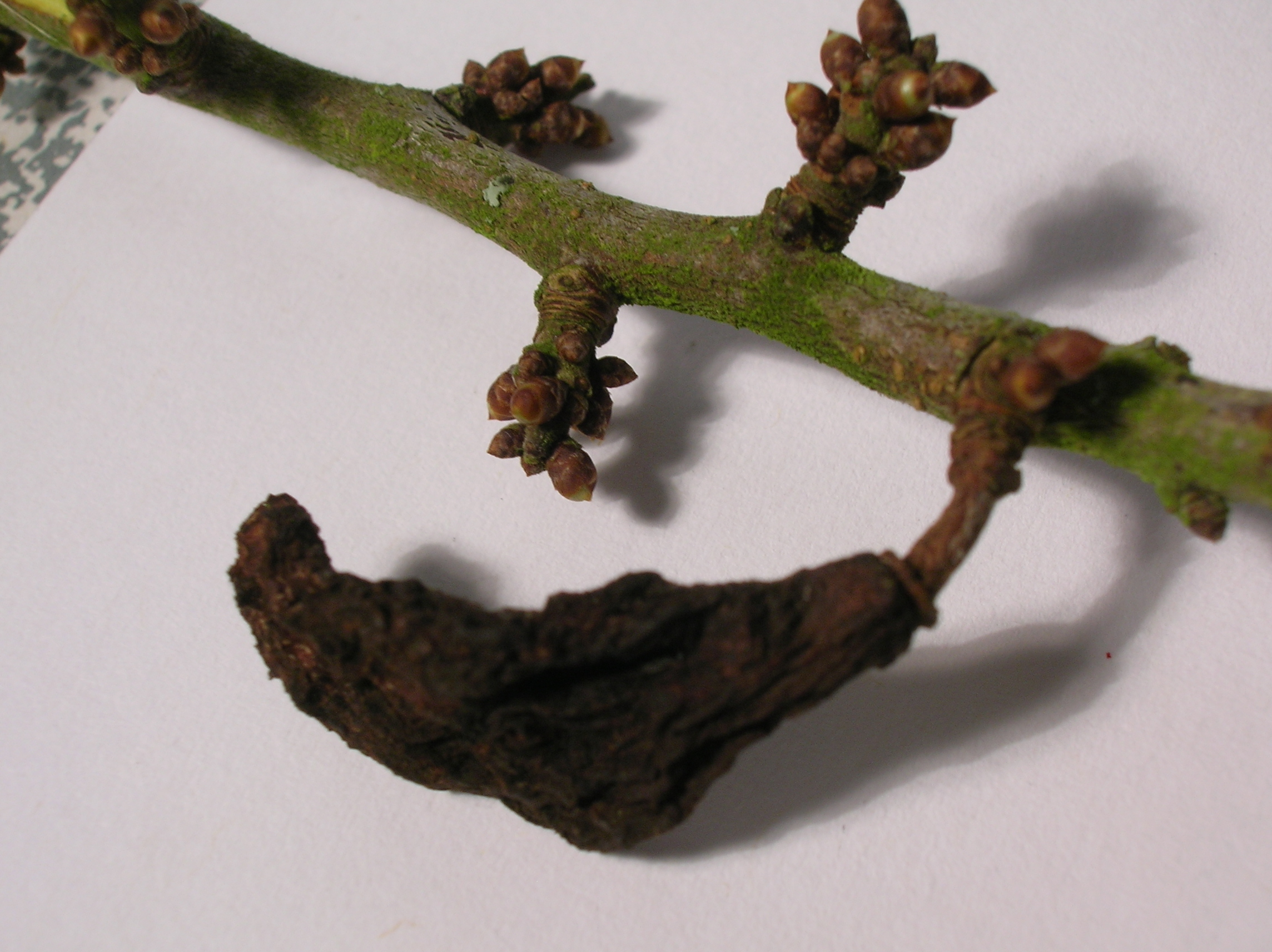
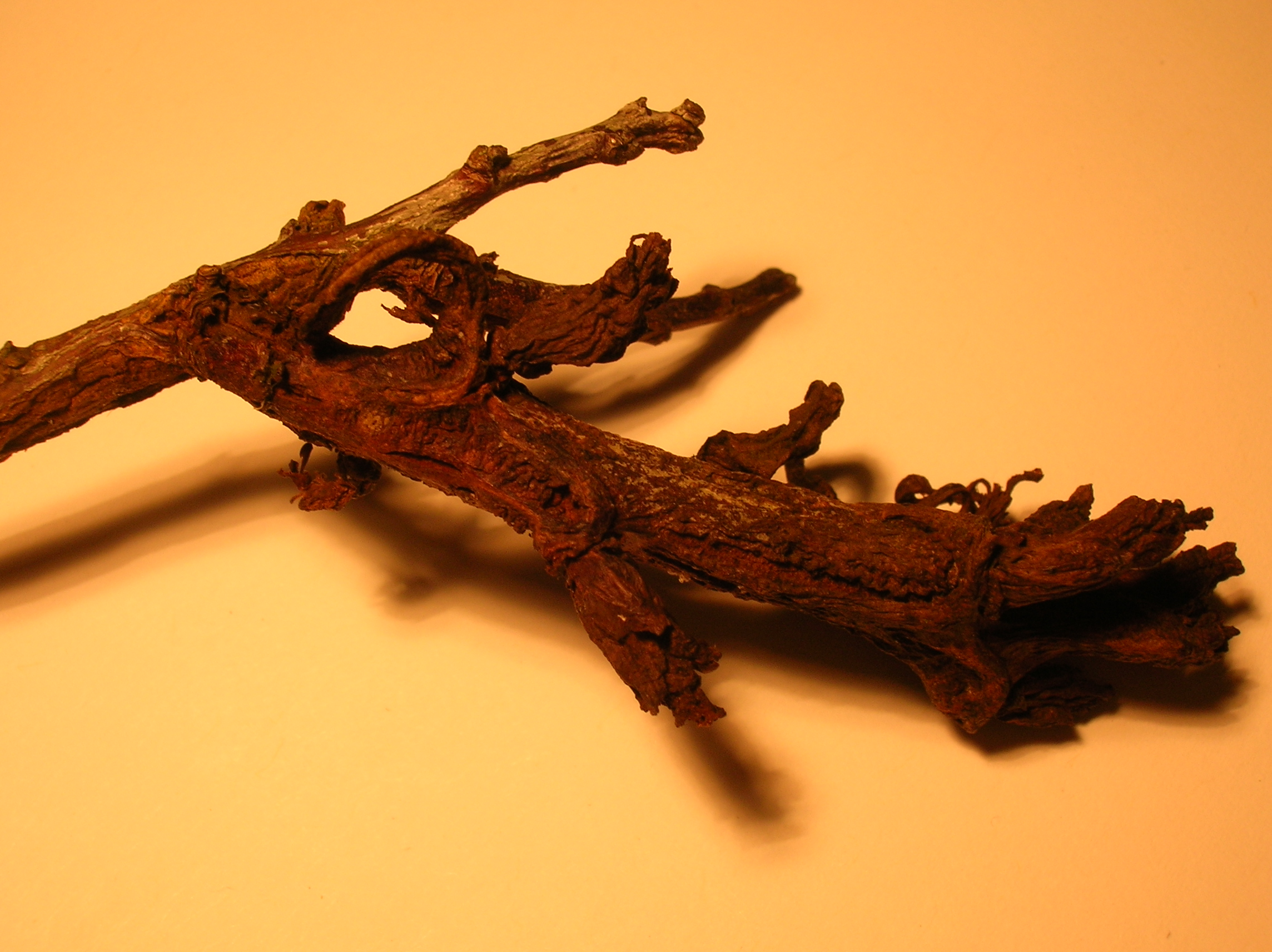
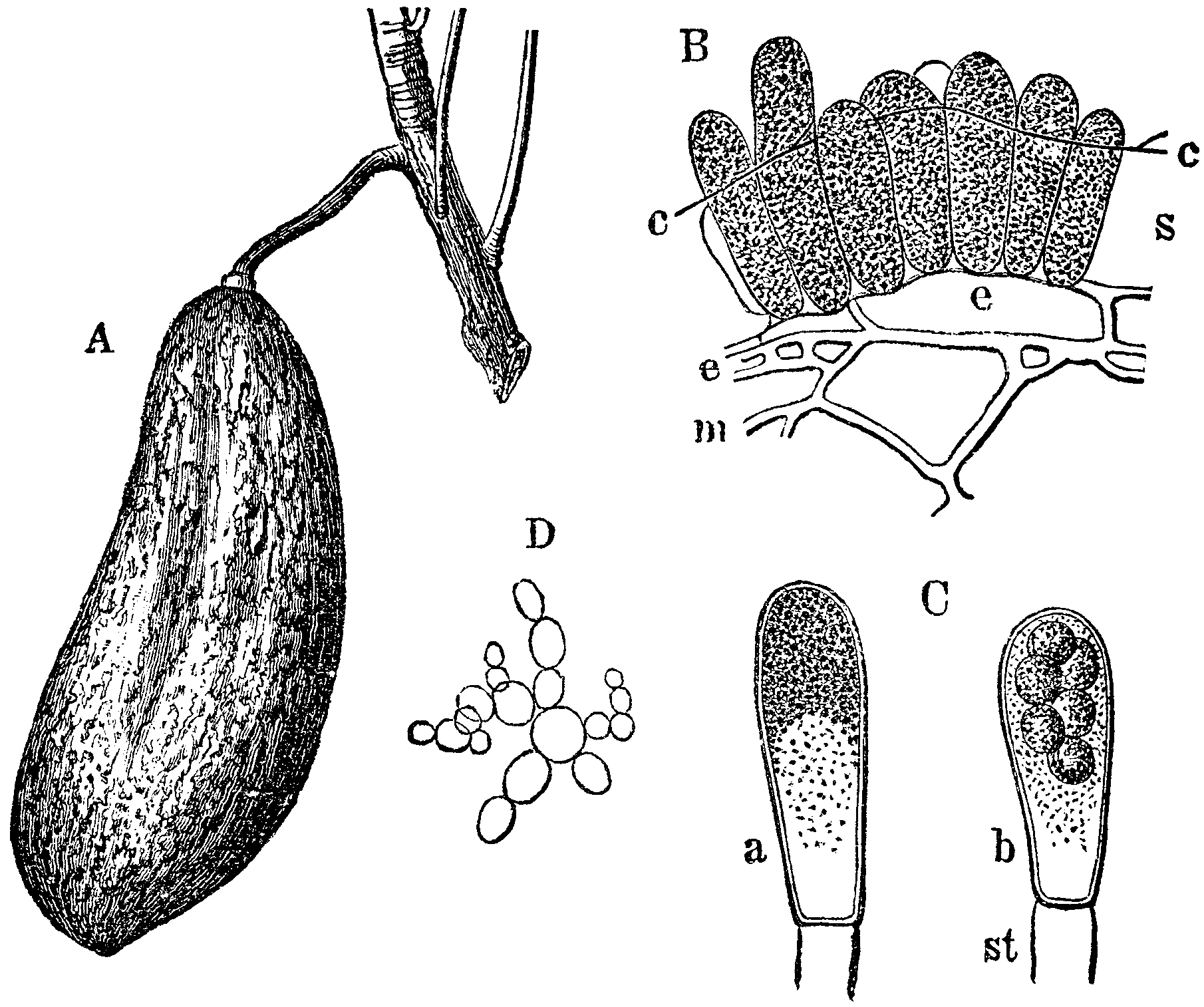
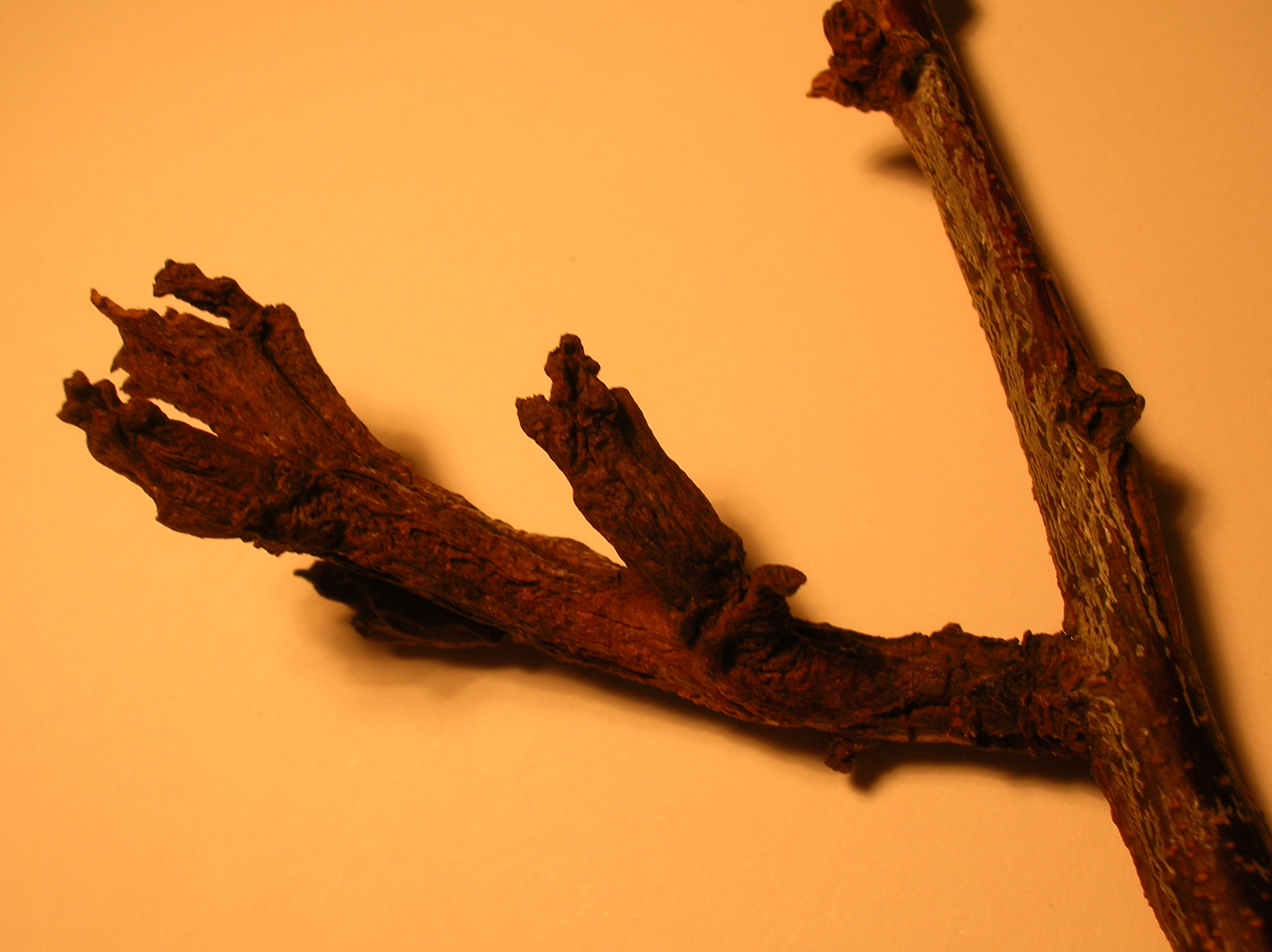
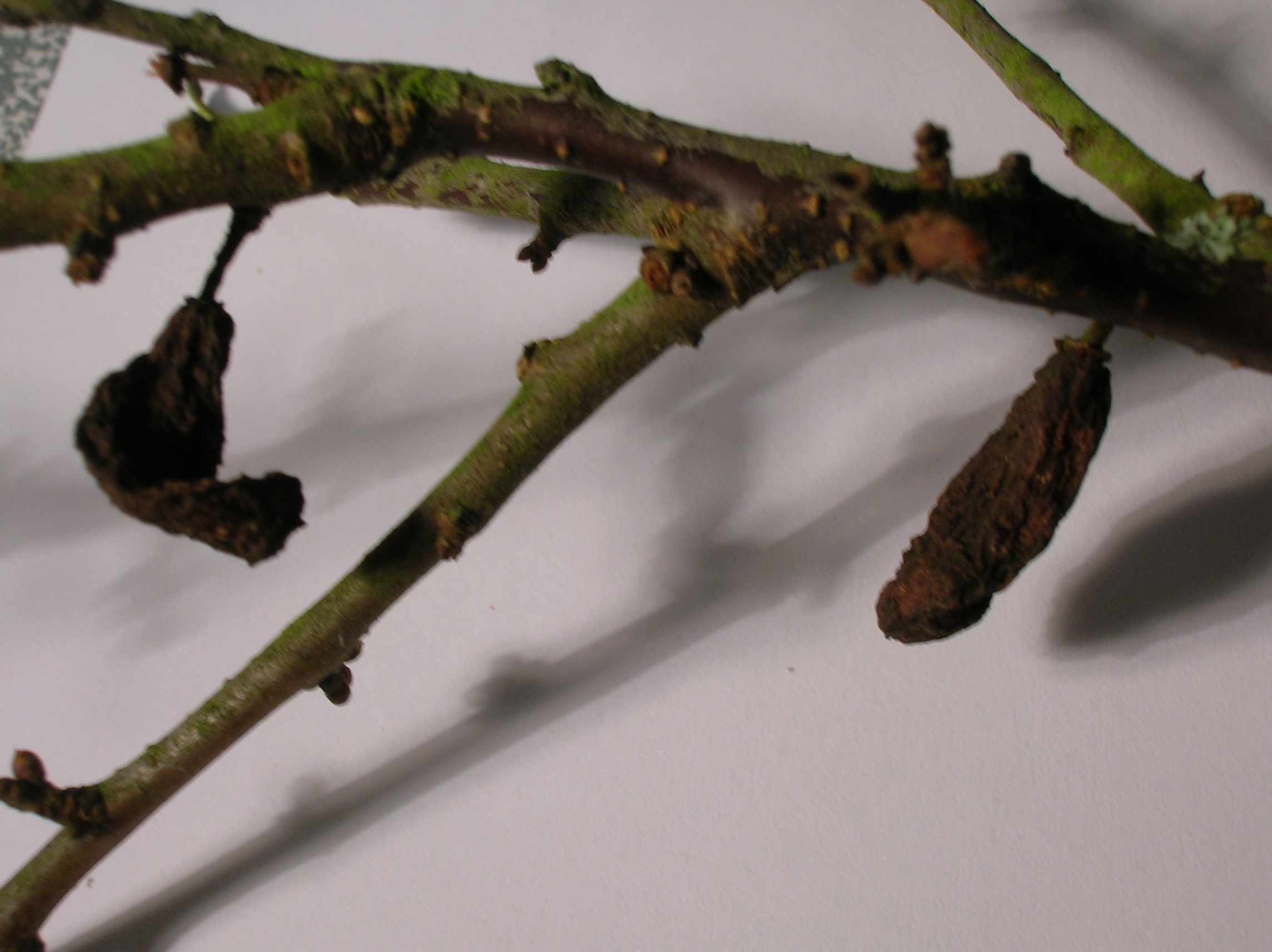
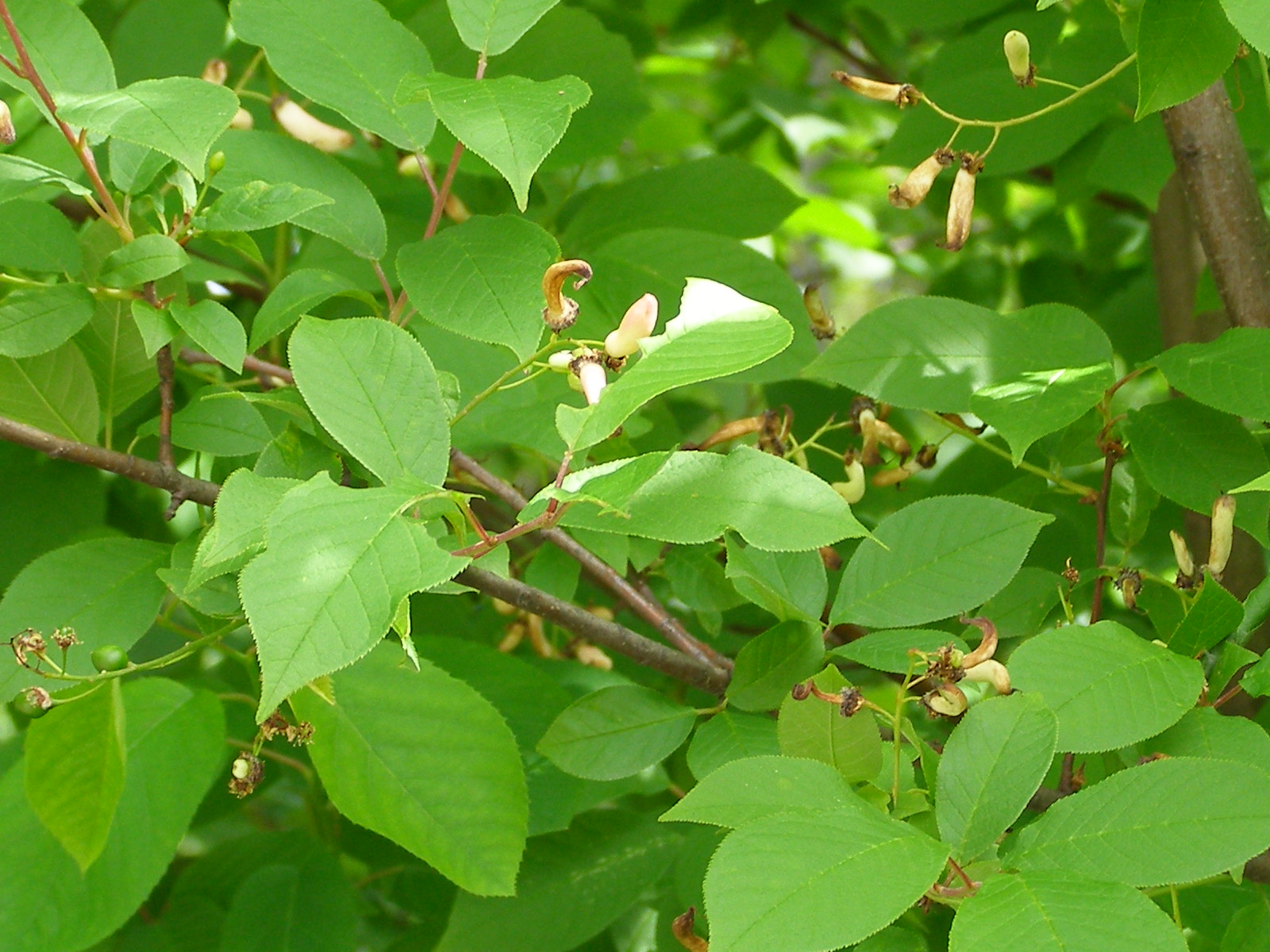
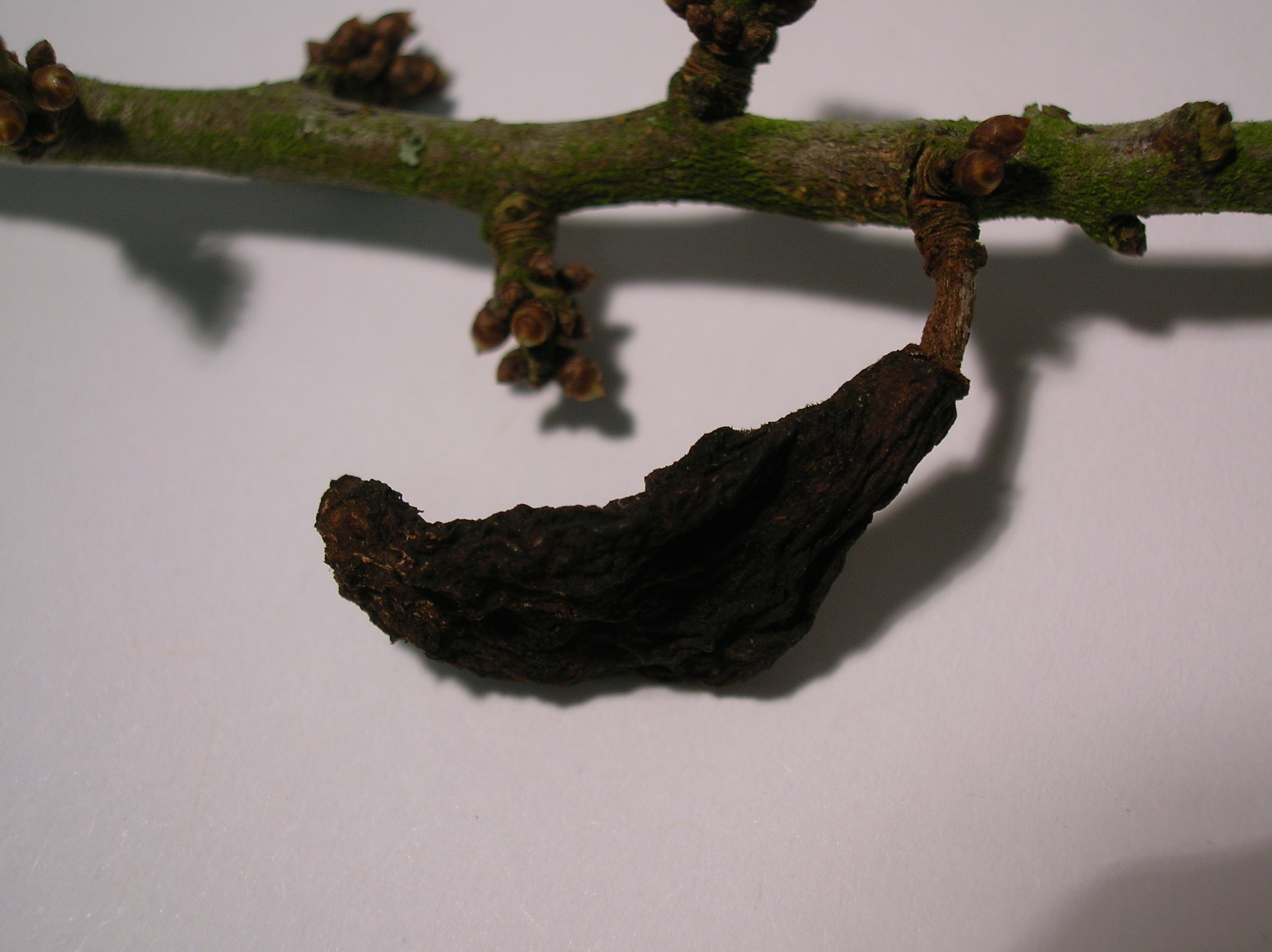